# Giovanni Tavoletti
Giovanni Tavoletti (Viareggio, 6 novembre 1915 – Viareggio, 26 ottobre 1999) è stato un calciatore italiano, di ruolo portiere.

## Carriera
Vanta 61 partite in Serie A più una partita del campionato di guerra con quella maglia dei Vigili del Fuoco di La Spezia che avrebbero vinto il campionato battendo il Grande Torino.

## Palmarès

### Club

#### Competizioni nazionali
- Campionato Alta Italia: 1

VV.FF. Spezia: 1943-1944